# Sam et Cat
iCarly / Victorious
Sam et Cat (Sam & Cat) est une sitcom américaine en 35 épisodes créée par Dan Schneider et diffusée entre le 8 juin 2013 et 17 juillet 2014 sur Nickelodeon et à partir du 12 août 2013 sur YTV au Canada.
Il s'agit d'un spin-off des deux précédentes séries de Dan Schneider, iCarly et Victorious. Servant de suite aux deux séries, elle met en scène le personnage de Sam Puckett (Jennette McCurdy de iCarly) et celui de Cat Valentine (Ariana Grande de Victorious).
En France, la série a été diffusée à partir du 30 octobre 2013 sur Nickelodeon et rediffusée à partir du 19 novembre 2014 sur Nickelodeon Teen. Au Québec, elle a été diffusée à partir du 31 décembre 2013 sur VRAK.TV.

## Synopsis
Sam Puckett, ancienne présentatrice du web-show iCarly, quitte Seattle pour aller s'installer à Los Angeles. Elle y rencontre Cat Valentine, une élève excentrique de l'école Hollywood Arts. Après être venue à son aide, elles deviennent colocataires et montent une entreprise de baby-sitting. Aux côtés de la grand-mère de Cat et de leur voisin Dice, elles vont vivre des aventures peu reposantes,.

## Distribution

### Acteurs principaux
- Jennette McCurdy (VF : Marie Giraudon) : Samantha « Sam » Puckett (personnage de iCarly)
- Ariana Grande (VF : Laëtitia Godès) : Catarina « Cat » Valentine (personnage de Victorious)
- Cameron Ocasio (VF : Benjamin Bollen) : Diceno « Dice » Corleone
- Maree Cheatham (VF : Sylvie Ferrari) : Nona Valentine

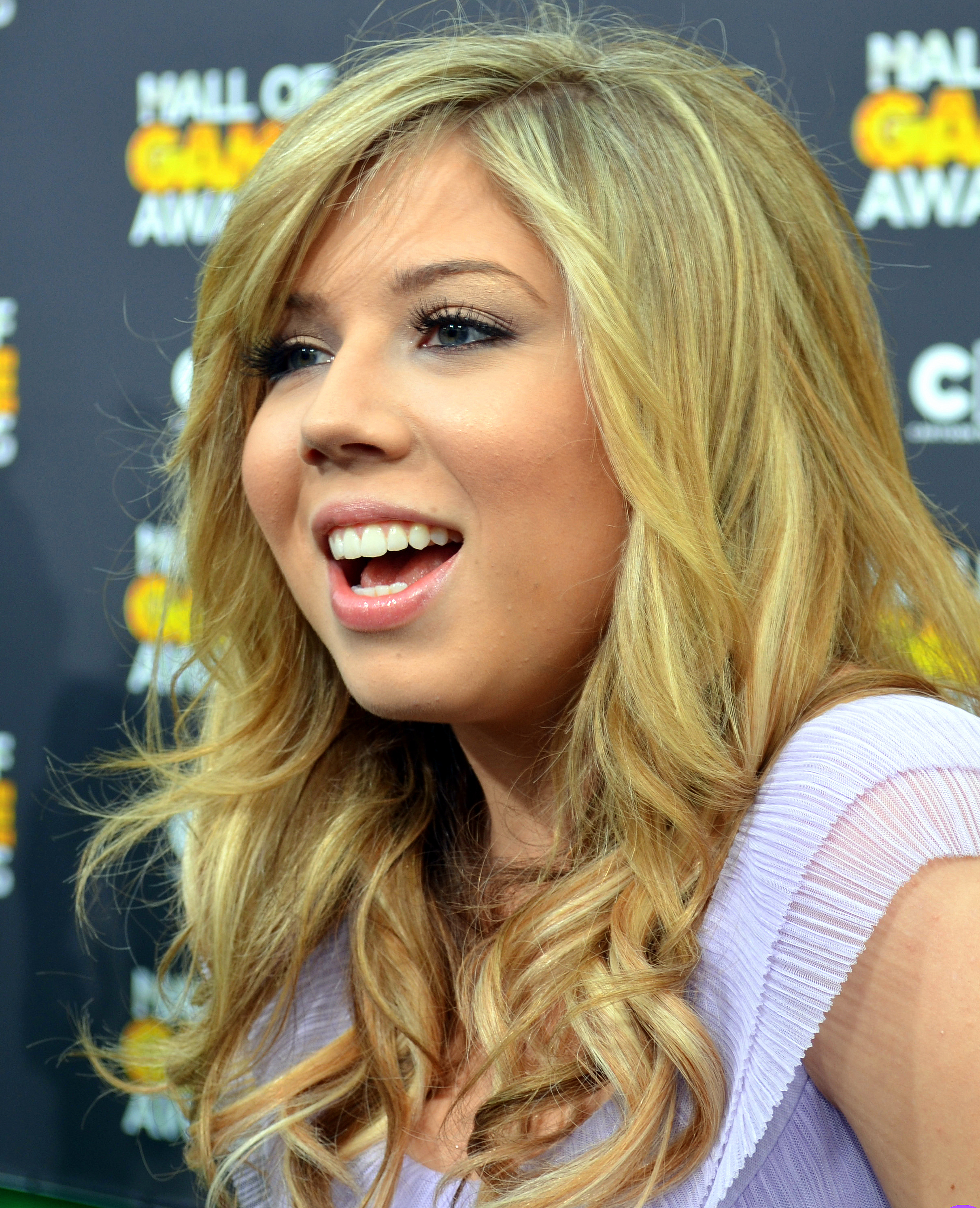
Jennette McCurdy interprète Sam.
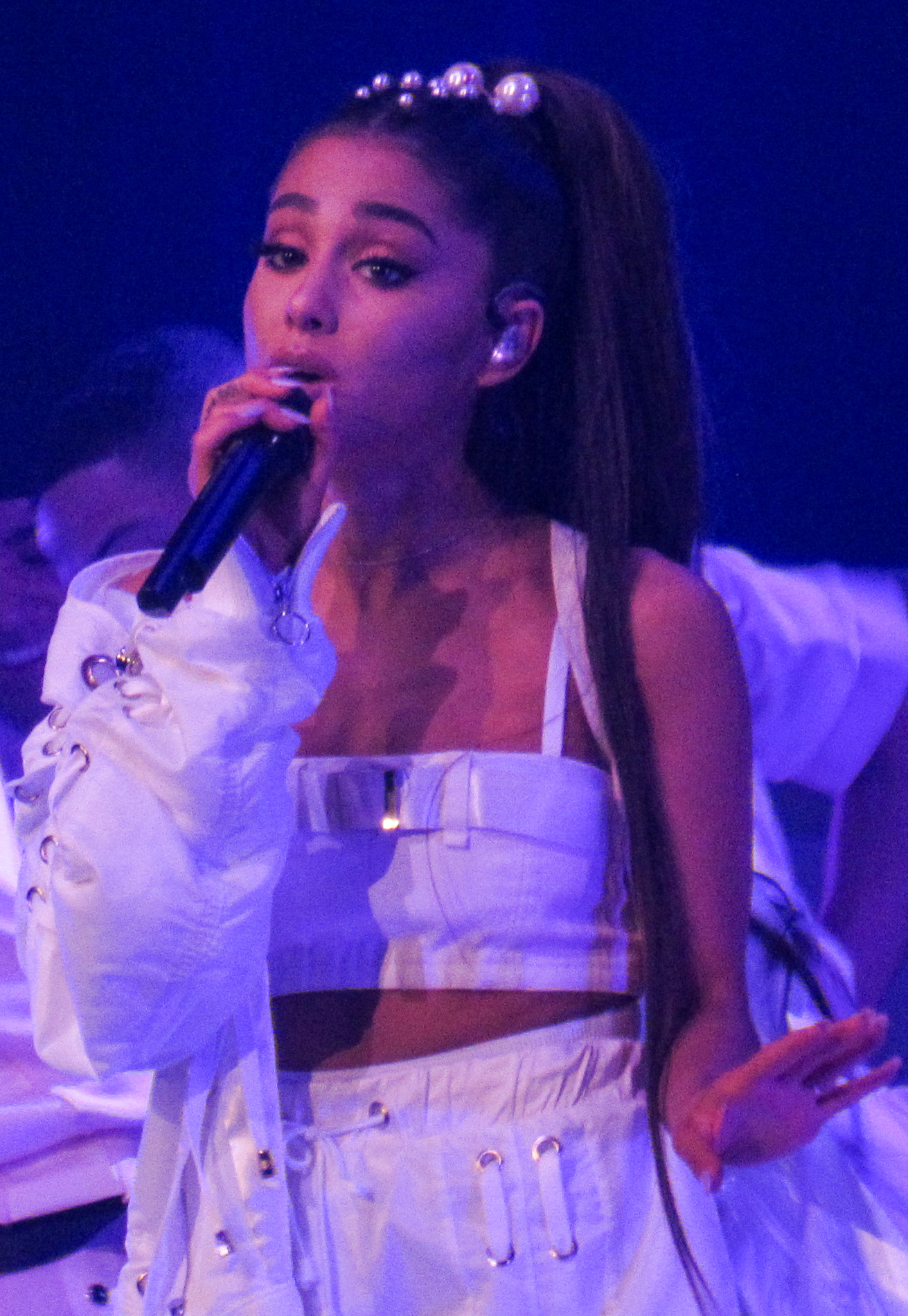
Ariana Grande interprète Cat.

### Acteurs récurrents
- Zoran Korach (VF : Benjamin Pascal) : Goomer
- Dan Schneider : Tandy (Voix)
- Lisa Lillien (VF : Brigitte Aubry) : Bungle (Voix)
- Ronnie Clark : Herb
- Griffin Kane : Max
- Emily Skinner : Chloe
- Nick Gore : Randy

### Invités spéciaux
- Sophia Grace Brownlee (VF : Corinne Martin) : Gwen (épisodes 3 et 11)
- Rosie McClelland (VF : Marie Nonnenmacher) : Ruby (épisodes 3 et 11)
- Kel Mitchell (VF : Philippe Bozo) : Peezy B (épisode 16)
- Penny Marshall (VF : Coco Noël) : Sylvia Burke (épisode 17)
- Cindy Williams (VF : Martine Meirhaeghe) : Janice Dobbins (épisode 17)
- Abby Wilde : Stacey Dillsen (personnage de Zoé, épisode 20)
- Scott Baio : officier Kelvin (épisode 21)
- Jerry Trainor (VF : Philippe Roullier) : Steve le Dingue (personnage de Drake et Josh, épisode 27)
- Jessica Chaffin (VF : Elisa Bourreau) : Coco Wexler (personnage de Zoé, épisode 32)
- Josh Server : Agent Partridge (personnage de Zoé, épisode 32)

### Invités deVictoriousetiCarly
- Eric Lange (VF : Guillaume Orsat) : Erwin Sikowitz (personnage de Victorious, épisode 11)
- Elizabeth Gillies (VF : Olivia Luccioni) : Jade West (personnage de Victorious, épisode 23)
- Matt Bennett (VF : Stéphane Marais) : Robert « Robbie » Shapiro (personnage de Victorious, épisode 23)
- Nathan Kress (VF : Mathias Casartelli) : Freddie Benson (personnage de iCarly, épisode 23)
- Mary Scheer (VF : Olivia Dutron) : Marissa Benson (personnage de iCarly, épisode 23)
- Michael Eric Reid (VF : Olivier Martret) : lui-même (acteur de Victorious, épisode 27)
- Noah Munck (VF : Vincent de Bouard) : Gibby Gibson (personnage de iCarly, épisode 30)
- Danielle Morrow (VF : Nathalie Bienaimé) : Nora Dershlit (personnage de iCarly, épisode 30)
- Reed Alexander (VF : Olivier Podesta) : Nevel Papperman (personnage de iCarly, épisode 30)

 Source et légende : version française (VF) sur RS Doublageet DSD Doublage

## Production

### Développement
Le 3 août 2012, Nickelodeon et Dan Schneider annoncent le développement d'un spin-off des séries iCarly et Victorious avec les personnages de Jennette McCurdy et Ariana Grande,,.
Le 29 novembre 2012, la chaîne commande officiellement une première saison de 20 épisodes, et la production débute le 28 janvier 2013,. Le 11 juillet 2013, à la suite des audiences satisfaisantes, la chaîne commande 20 épisodes de plus. La première saison passe donc de 20 à 40 épisodes.
En avril 2014, la production de la série s'interrompt après le tournage de l'épisode 35 #Perruqué, puis quelques jours après, Nickelodeon annonce l'annulation de la série après la fin de la saison mais confirme que les cinq épisodes restants seront bien tournés et diffusés.
De nombreuses rumeurs sur la cause de cette annulation ont été évoquées ; tout d'abord, la carrière musicale de plus en plus importante d'Ariana Grande, les photos dénudées de Jennette McCurdy ou encore une dispute entre les deux actrices. Par la suite, Jennette McCurdy a démenti les rumeurs et a dévoilé que la série avait été arrêtée car certains acteurs ne voulaient plus jouer des rôles gentillets sur une chaîne pour enfants.
Le 14 juillet 2014, Nickelodeon dévoile la bande-annonce de l'épisode 35 #Perruqué et l'annonce comme le dernier de la série, confirmant que les 5 derniers épisodes commandés par la chaîne ne seront pas tournés et que la seule et unique saison de la série ne comptera donc que 35 épisodes au lieu des 40 prévus.

### Tournage
Comme l'intégralité de Victorious et certaines saisons d'iCarly, la série était tournée au célèbre studio Nickelodeon on Sunset sur le Sunset Boulevard à Los Angeles.

## Épisodes
Note : En France et dans d'autres pays, certains épisodes de la série ont été diffusés dans un ordre différent. L'épisode spécial a également été séparé en deux parties. L'article prend en compte la diffusion originale américaine de la série.
Composée de 35 épisodes, dont un spécial de 42 minutes, la série a été diffusée entre le 8 juin 2013 et le 17 juillet 2014.
1. #NouvelleColocataire (#Pilot)
2. #SériePréférée (#FavoriteShow)
3. #PetitesTerreursAnglaises (#TheBritBrats)
4. #ChèvreInterdite (#NewGoat)
5. #CompétitonDeTextos (#TextingCompetition)
6. #GuerreDesBabysitters (#BabysitterWar)
7. #GoomerSitting (#GommerSitting)
8. #BébésGrimpeurs (#ToddlerClimbing)
9. #MamanGoomer (#MommaGoomer)
10. #Publicité (#BabysittingCommercial)
11. #LaRevancheDeGwenEtRuby (#RevengeoftBritBrats)
12. #LeMystèreDeLaMotoVolée (#MotorcycleMystery)
13. #CoffreFortSecret (#SecretSafe)
14. #OscarLaPoisse (#OscarTheOuch)
15. #PoupéeSitting (#DollSitting)
16. #PeezyB (#PeezyB)
17. #SalmonCat (#SalmonCat)
18. #Jumaladie (#Twinfection)
19. #MonOursAdoré (#MyPoober)
20. #DinguedeChaussures (#MadAboutShoe)
21. #DistributeurMagique (#MagicATM)
22. #Corpuleux (#Lumpatious)
23. #LeSautDeLaMort #Freddie #Jade #Robbie (#TheKillerTunaJump: #Freddie #Jade #Robbie) (spécial de 42 minutes, séparé en deux parties dans certains pays.)
24. #JourChouette (#YayDay)
25. #CerveauCrush (#BrainCrush)
26. #BlueDog (#BlueDogSoda)
27. #EpisodeBêtisier (#BlooperEpisode)
28. #PoupéeDeFresno (#FresnoGirl)
29. #DansLaBoîte (#StuckInABox)
30. #ComplètementFolle (#SuperPsycho)
31. #BébéVolant (#DroneBabyDrone)
32. #ProblèmesEnPremièreClasse (#FirstClassProblems)
33. #KO (#KnockOut)
34. #Kidnapping (#WeStealARockStar)
35. #Perruqué (#GettinWiggy)

## Distinctions

### Récompenses
- Kids' Choice Awards 2014 : Série télévisée préférée
- Kids' Choice Awards Mexico 2014 : Programme TV international favori
- Meus Prêmios Nick 2014 : Série télévisée préférée

### Nominations
- Teen Choice Awards 2014 : Série télévisée de comédie préférée
- Kids' Choice Awards Colombia 2014 : Programme TV international favori
- Kids' Choice Awards Argentina 2014 : Programme TV international favori